# Лосьев, Михаил Петрович
Михаил Петрович Лосьев (1864—1919) — русский военный деятель, генерал-майор. Участник китайской кампании 1900—1901, Русско-японской и Первой мировой войн.

## Биография
Образование : Пензенское землемерное училище (1884), Казанское пехотное юнкерское училище (1887), Николаевскую Академию Генерального Штаба (по 2-му разряду).
Офицер 74-го пехотного полка, затем по железнодорожным войскам. Подпоручик (10.05.1887). Поручик (10.05.1891). Штабс-Капитан (15.05.1900). Капитан (15.03.1901). Подполковник (1905). Полковник (1910). Генерал-майор (15.10.1914).
Участник китайской кампании 1900—1901. Начальник военной железной дороги в пределах Пучилийского и Южно-Манчжурского театра военных действий. Начальник ремонтного пути (22.06.-15.07.1900). Начальник участка пути (15.07.1900-01.08.1901).
Начальник штаба Уссурийской железнодорожной бригады (29.07.1903-06.10.1910). Участник Русско-японской войны в составе гарнизона крепости Владивосток.
С 1910 помощник командира 168-го пехотного полка. На 01.03.1914 в 168-м пехотном Миргородском полку.
Участник Первой мировой войны. Командир 312-го пехотного Васильковского полка.
С 5 июля 1915 командир 2-й бригады 78-й пехотной дивизии, с 1917 — 171-й пехотной дивизии. Командующий 179-й пехотной дивизией (06.03.-14.05.1917). Командующий 80-й пехотной дивизией (с 14.05.1917).
В начале 1919 мобилизован большевиками в Харьковской губернии.
По данным родственников, расстрелян большевиками в Харькове.
Братья : Павел (генерал-майор) и Арсений (капитан).
Брат Арсений умер в 1925 году в сирийском городе Хомс, могила сохранилась до наших дней

## Награды
- орден Св. Анны 4-й степени (1901);
- орден Св. Станислава 3-й степени с мечами и бантом (1901);
- орден Св. Станислава 2-й степени (1905);
- орден Св. Анны 2-й степени (1912);
- орден Св. Георгия 4-й степени (ВП 03.02.1915);
- Георгиевское оружие (ВП 24.02.1915).